# Бишево-Виґода
Бишево-Виґода (пол. Byszewo-Wygoda) — село в Польщі, у гміні Карнево Маковського повіту Мазовецького воєводства.
Населення — 72 особи (2011).
У 1975-1998 роках село належало до Цехановського воєводства.

## Демографія
Демографічна структура станом на 31 березня 2011 року:
|          | Загалом | Допрацездатний вік | Працездатний вік | Постпрацездатний вік |
| -------- | ------- | ------------------ | ---------------- | -------------------- |
| Чоловіки | 30      | 12                 | 15               | 3                    |
| Жінки    | 42      | 15                 | 18               | 9                    |
| Разом    | 72      | 27                 | 33               | 12                   |